# José Álvarez de las Asturias-Bohórquez Goyeneche
José Álvarez de las Asturias-Bohórquez Goyeneche, conegut com a José Álvarez de Bohórquez, (Madrid, Espanya 1895 - íd. 1993) fou un genet madrileny, guanyador d'una medalla olímpica d'or.

## Biografia
Va néixer el 23 de març de 1895 a la ciutat de Madrid, capital d'Espanya, sent fill de Mauricio Álvarez de las Asturias Bohorques y Ponce de León, el primer esportista espanyol en participà en uns Jocs Olímpics, concretament en la modalitat d'esgrima als Jocs Olímpics d'estiu de 1900. Ostentà el títol nobiliari de marquès de Los Trujillos. Fou el pare del també genet José Álvarez de las Asturias-Bohórquez Pérez de Guzmán.
Va morir a la seva residència de Madrid el 13 de desembre de 1974.

## Carrera esportiva
Va participar, als 29 anys, en els Jocs Olímpics d'Estiu de 1924 realitzats a París (França), on va finalitzar vuitè en la competició per equips del concurs de salts i novè en la competició individual. En els Jocs Olímpics d'Estiu de 1928 realitzats a Amsterdam (Països Baixos) aconseguí guanyar la medalla d'or en la prova per equips al costat de José Navarro i Julio García, així com cinquè en la prova individual, guanyant així un diploma olímpic, amb el cavall Zalamero.